# Kordofanski narodi
Kordofanski narodi, najistočnija i teritorijalno izolirana grana Zapadnosudanskih naroda naseljenih na području planina Nuba u središnjem Sudanu. Kordofanski narodi i jezici predstavljaju stariji sloj u ovom području koji obuhvaća oko 20 jezika kojim se služi od 250,000 do 500,000 ljudi iz više kordofanskih plemena. Glavni predstavnici su Heiban, Talodi, Rashad i Katla. 

## Vanjske poveznice
- Kordofanian languages